# Martín Rodríguez Torrejón
Martín Vladimir Rodríguez Torrejón (Diego de Almagro, 5 augustus 1994) is een Chileens voetballer die doorgaans als vleugelspeler speelt. Hij tekende in 2017 bij Cruz Azul. In 2014 debuteerde Rodríguez voor Chili.

## Clubcarrière
In 2011 maakte Rodríguez zijn opwachting in het eerste elftal vanCD Huachipato. In 2015 trok hij naar reeksgenoot Colo-Colo. In januari 2017 werd de Chileense international voor circa 3 miljoen euro aan Cruz Azul verkocht. Op 15 januari 2017 maakte hij zijn competitiedebuut tegen Club Universidad Nacional. Rodríguez scoorde zijn eerste doelpunt voor zijn nieuwe club op 13 februari 2017 tegen Santos Laguna.

## Interlandcarrière
Op 10 september 2014 debuteerde Rodríguez voor Chili in de vriendschappelijke interland tegen Haïti. Zijn eerste interlandtreffer maakte hij op 25 juni 2017 op de FIFA Confederations Cup 2017 tegen Australië.